# Zeuxine elmeri
Zeuxine elmeri är en orkidéart som först beskrevs av Oakes Ames, och fick sitt nu gällande namn av Oakes Ames. Zeuxine elmeri ingår i släktet Zeuxine och familjen orkidéer.
Artens utbredningsområde är Filippinerna. Inga underarter finns listade i Catalogue of Life.